# Soa Reged vollói kormányzóné
Soa Reged (Etiópia, 1867 – Etiópia, 1897. július 20.), amharául: ሸዋረገድ (šäwarägäd), jelentése: Te megérdemled Soát[forrás?], névváltozatai: Soa Reggad, Soa Ragad, Soarega, vollói kormányzóné, V. Ijaszu etióp császár anyja és Zauditu etióp császárnő nővére. A Salamon-dinasztia soai ágának a tagja.

## Élete
II. Meneliknek, Etiópia császárának Desszeta (Deszta) vollói úrnővel való házasságon kívüli kapcsolatából származó nagyobbik lánya. Az anyja a soai királyi udvartartásnál szolgált. Egy öccse, Aszfa Vosszen (1873–1888) és egy húga, Aszkala Mariam (1876–1930), a későbbi Zauditu császárnő volt, de ők is apjuk egy-egy házasságon kívüli kapcsolatából származtak, más-más anyától. Közülük Zauditu volt apja kedvence.
Soa Regedet apja, az ekkor még csak soai király, csak akkor ismerte el édeslányának, mikor az elérte a házasságkötéshez szükséges kort. Ezzel ellentétben húgát, Zauditut apjuk már kisgyermekként udvarában neveltette. Szahle Mariam, a későbbi II. Menelik harmadik felesége, a gyermektelen Taitu is lányává fogadta, és ekkor feleségül adták királyi apja tanácsadójának, Gobena Dacsi rasznak a fiához, Vadidzso úrhoz. A házasság nem tartott sokáig, de ebből a frigyből egy fiú, Vosszen Szeged (1885–1908) született, aki nagyapja örököse lett, de testi hibája (törpesége) miatt később ejtették, és még nagyapja életében meg is halt.
Soa Reged második férje a muszlim Mohamed Ali imám volt, aki még II. Menelik elődje, IV. Johannész (János) etióp császár uralma idején keresztény hitre tért, felvette a Mihály (Mikael) nevet, és elnyerte a rasz címet (Rasz Mikael), valamint a vollói tartomány kormányzói címét 1878-ban. Mikael rasz II. Menelik mostohalányának, Manalebis (Manebis) úrnőnek volt a férje, ugyanis Manalebis II. Menelik második feleségének, Emjat Bafana (1834–1887) soai királynénak egy korábbi házasságából született. Menelik 1882-ben elvált ettől a feleségétől, és 1892 januárjában Mikael is Menelik édeslányával cserélte fel a mostohalány feleségét. Ez a házasság ugyan nem tetszett Menelik új feleségének, Taitu császárnénak, de a célja épp az volt, hogy egyensúlyt teremtsen a rivális vollói nemességen belül a császári udvarban, hiszen a császárné fivére, Vele Betul (–1918) tigréi alkirály rossz viszonyt ápolt a császárné új vejével.
Soa Reged és Mikael gyermekeként látta meg a napvilágot Lidzs Ijaszu, aki 1909-től trónörökös, és nagyapja halála után Etiópia császára lett.
Soa Reged a húgával, Zaudituval ellentétben több életképes gyermeket is szült, viszont csak a második házasságából származó kisebbik fia élte túl a nagyapját, és örökölhette a császári trónt, de Soa Reged ezt már nem érhette meg, mert Ijaszu megszületése után öt hónappal, 1897. július 20-án meghalt.
Soa Reged gyermekei így kiskoruktól kezdve a császári udvarban, mostohanagyanyjuk felügyelete alatt nevelkedtek, de apjukkal is közeli kapcsolatban maradtak, hiszen Rasz Mikael továbbra is Menelik császár kegyeltje maradt.
Rasz Mikael Soa Reged 1897-ben bekövetkezett halála után még kétszer nősült, és számos felesége volt a keresztény hitre térése előtt is. Az ő unokája volt a későbbi császárné, Menen, Hailé Szelasszié második felesége, akinek így V. Ijaszu a nagybátyja volt.

## Gyermekei
- Első férjétől, Vadidzso Gobena (–1905) úrtól, Gobena Dacsi fallei herceg fiától, 1 fiú
  - Vosszen Szeged Vadidzso (1885 – 1908. március 29.) etióp trónörökös
- Második férjétől, Rasz Mikael (1850 körül–1918) vollói kormányzótól, 3 gyermek:
  - Zenebe Vork Mikael (1892. december – 1904. április) úrnő, férje Bezibeh (–1905) godzsami alkormányzó, I. Takla Hajmanot godzsami király fia, 1 gyermek, a gyermeke szülésébe halt bele 11 évesen
  - N. (fiú) Mikael (–1905 körül), a tizenéves kor elején halt meg
  - Kifle Jakob Mikael (1897. február 4. – 1935. november 25.) etióp trónörökös 1909. május 15-étől és V. Ijaszu néven Etiópia császára (ur: 1913–1916), 1. felesége Aszter (Romana Vork) (1901–1918 után) tigréi hercegnő, elváltak, nem születtek gyermekei, 2. felesége Szabla Vangel (–1970) godzsami hercegnő, 1 leány és számos házasságon kívüli gyermek